# ОС-тан
ОС-тан (англ. OS-tan, где OS — операционная система) — это феномен Интернета, появившийся на японском имиджборде Futaba Channel. ОС-тан представляют собой олицетворения (антропоморфизмы) определённых операционных систем, выполненное в аниме-стилистике, и, как правило, изображается в виде девушек. Например, представительницы семейства ОС Microsoft Windows часто изображаются как сёстры разного возраста.

## История
Образ ОС-тан изначально возник как олицетворение общего восприятия Windows Me, как неустойчивой и склонной к частым сбоям системы. Один из участников дискуссии на Futaba Channel, сравнил ОС с непостоянной, доставляющей множество хлопот девушкой. Впоследствии возник образ Ме-тан, а затем и персонажи и других систем. Одна из ранних работ представляла собой flash-ролик, где ОС-тан как персонажи участвуют во вступлении к вымышленному аниме «Проблема, известная как Windows». К ролику существуют субтитры на английском языке, созданные фан-саб командой imageboards.
ОС-тан не является оригинальной задумкой и предшествовала Toy’s iMac Girl, которая была показана на серии компьютеров компании Apple, выпущенных в период с августа 1998 по март 1999 года.

## Коммерческие продукты
- Ohzora Publishing опубликовало книгу под названием Проблема, известная как Windows - FanBook с ОС-тан (яп. とらぶるうぃんどうずOSたんファンブック)[5], включающую в себя иллюстрации более чем 25 персонажей.[6] В частности, в книге можно найти 95-тан, ME-тан, 2k-тан и XP-тан, фигурирующие под названиями OS Girl 95, OS Girl ME, OS Girl 2K и OS Girl XP соответственно[7][8].
- Дизайн ME-тан, 2K-тан, XP-тан был придуман GUHICO от Stranger Workshop,[9][10], а 95-тан — Фудзисаки Сиро (Fujisaki Shiro) из H.B.Company.[11]
- Parthenon Production Limited зарегистрировала Pink Company’s OS-tan[12].
- MALINO с Deja Vu ArtWorks публиковала в цифровом формате произведения «Me Document» и трилогию «Shared Folder!».[13]
- Последовав этому Интернет-феномену, отделом Microsoft в Японии были запущены две рекламные кампании с участием ОС-тан. Например, пакет дополнений DSP к ОС Windows 7 рекламировала Нанами Мадобэ - неофициальный талисман, созданный Windows 7 Mania. Позднее, подразделение Microsoft на Тайване также представило своих рекламных маскотов для Microsoft Silverlight— сначала Аидзава Хикару, затем ее «сестер» - Аидзава Лэй, Аидзава Аой и Аидзава Ю. Последний персонаж, созданный каким-либо подразделением Microsoft, был представлен вместе с Windows 10.
- Об операционной системе Ubuntu был выпущен комикс «Ubunchu!», который публиковался в еженедельном журнале ASCII, что приносило дополнительный доход в Kantan Ubuntu!.[14] Его автором был Хироси Сэо (Hiroshi Seo), и переведённый на английский язык Фумихито Ёсида (Fumihito Yoshida), Хадзимэ Мидзуно (Hajime Mizuno) и Мартин Оуэнс (Martin Owens).[15]

## Суффикс -тан
Японский суффикс -тан (яп. たん) — «детская», искажённая форма суффикса -тян (яп. ちゃん), являющегося примерным аналогом уменьшительно-ласкательных суффиксов русского языка. Данная форма намеренно используется в отношении к всяческим маскотам. В этом случае неправильное произношение используется умышленно для придания образу вымышленного очарования и милых черт, ассоциируемых обычно с детьми. Сам по себе, как таковой, суффикс -тан ничего не значит и используется только вместе с именами или фамилиями. Другие японские именные суффиксы, включая -сан, -тян и -кун, также могут использоваться в отношении к ОС-тан, в зависимости от характера и предпочтений говорящего, или суффикс может быть опущен полностью.

## Персонажи

### Windows 11
Является неофициальным маскотом. У неё серые волосы и глаза, зрачки которых переливаются различными цветами. Одета в голубое платье с длинными рукавами и воротником (с логотипом Windows 11). На волосах голубой бантик с логотипом Windows 11. Носит длинные сапоги. Есть много вариантов маскотов, но этот самый популярный.

### Windows 10
Последний маскот, созданный официально в рамках рекламной кампании Windows Navi+. Её имя - Токо Мадобэ (яп. 窓辺 とおこ Мадобэ Тооко).
Это девушка с бело-голубыми волосами до плеч. По бокам заплетено по косичке, они удерживаются заколками в виде кнопки «Пуск» или логотипа Windows. Одежда напоминает школьную, с преобладаниями белого и голубого цветов. Галстук короткий, «селёдкой», в виде плиток Windows. По швам юбки — тот же узор плитками. Рядом на юбке белым цветом написано «10». На ногах бело-голубые сапоги до колена.
Голосом Токо Мадобэ стала сэйю Ай Нонака.

### Windows 8иWindows 8.1
26 октября 2012 года, вместе с мировым выпуском Windows 8, в Японии также вышли два отдельных пакета дополнений DSP (для редакции Pro). Пакеты были представлены при участии  Ю Мадобэ (яп. 窓辺 ゆう Мадобэ Ю) и Ай Мадобэ (яп. 窓辺 あい Мадобэ Ай). Их имена являются омонимами из английских слов «ты» (англ. you) и «я»(англ. I). Оба издания включают 3 темы оформления, обои, звуковую схему с озвучкой соответствующего персонажа, а также сенсорную мышь Microsoft Wedge touch Mouse с изображениями самих маскотов и логотипом Windows 8.
Голос Ю (девочки с короткой стрижкой) принадлежит Асукэ Ниси, а персонажа Ай озвучила Нао Тамура.
Кроме того, было выпущено специальное издание Limited Akihabara Edition, продававшееся в Акихабаре, торговом районе Токио. Это издание содержит альтернативного персонажа со своими темами, звуковой схемой и обоями, посвящёнными соответствующему персонажу, и также фирменную мышь.
Существует также издание Windows 8 от Unitcom, поставлявшееся вместе с первыми проданными 2888 копиями Windows 8. Оно содержало блокнот, футболку, коврик для мыши, кейс для карманных устройств, очиститель для смартфона, очиститель для ПК, специфический охладитель и значки с изображением Ю и Ай.
В определенных изданиях также представлена родословная семьи Мадобэ. В нём родители Ю и Ай происходят из семьи Нэцу (根 津 Netsu) — отец Эйити (映 一 (えいいち) Eiichi), и из семьи Мадобэ — мать Сии (椎 (しい) Shii).
У сестёр синее платье с белым передником и «морским» воротником. Из-под воротника видна рубашка с перевёрнутой цифрой «8», на шее галстуки в разноцветную клетку (отсылка на «плитки» Windows 8). Синие глаза, каштановые волосы. У старшей, Ю, короткая стрижка и галстук завязан «селёдкой». У младшей, Ай — длинные распущенные волосы и галстук в виде пышного банта. У обеих верёвочкой, завязанной в виде цифры 8, с четырёхцветной заколкой с боков головы подвязано по хвостику.

### Windows 7
Является первой системой, для которой был представлен официальный маскот.
24 сентября 2009 года японское издание Akiba PC сообщило, что первые 7777 копий DSP Windows 7, которые будут проданы в Японии, будут включать в себя эксклюзивную тему, в которой будет фигурировать Мадобэ Нанами (яп. 窓辺ななみ Мадобэ Нанами), озвученная Наной Мидзуки. Дизайн персонажа для Windows 7 Mania был разработан Wakaba. Premium-пакет включал в себя тему оформления с тремя обоями с изображением Нанами и звуковой схемой из 24 записей, включая 5 позднее добавленных. Стандартный пакет дополнений включал в себя лишь обои и саму звуковую схему, которую было необходимо устанавливать вручную. В рамках предзаказа Windows 7 пользователи могли также отдельно загрузить несколько дополнительных обоев и отдельно несколько звуковых записей с участием Нанами. Таким образом, такое продвижение стало первым опытом для компании-производителя операционных систем. Вдобавок к этому, Нанами также обзавелась своим Twitter-аккаунтом, который прекратил обновляться в связи с окончанием расширенной поддержки Windows 7 14 января 2020 года.
Во время первых продаж DSP-дополнения для Windows 7 была также раскрыта информация о самой Нанами. В её профиле было сказано, что "она родилась 6 апреля 1992 года [в день выхода Windows 3.1], возраст - 17 лет, проживает в Тиёде, Токио". Семья Нанами состоит из 16 членов, среди которых её старший брат Гоити (яп. 吾一 Гоити), старшая сестра по имени Мутсуми (яп. むつみ Мутсуми), мать Микахо Мадобэ (яп. 窓辺美佳穂 Мадобэ Микахо), отец Кюити Сирато (яп. 白戸究八 Сирато Кюити), а также двоюродные сестра Клаудия (яп. 窓辺クラウディア Мадобэ Клаудия) и брат Клод Мадобэ (яп. 窓辺クロード Мадобэ Клод). Позднее они дебютировали в вышедшей в 2011 году манге Cloud Girl, созданной для продвижения Microsoft Azure.
У Нанами короткие синие волосы. Одежда напоминает форменную, голубого и синего цвета. На юбке четырёхцветная оторочка, в волосах четырёхцветная заколка, на шее синий бант с четырёхцветной брошкой в виде кнопки «Пуск». У бортов жилетки необычный покрой, напоминающий цифру «7». Глаза, как и в случае с маскотом Windows 11, разноцветные.

### Windows Vista
Наиболее отличительная черта Vista-тан, как правило, её рогообразные косички (в некоторых вариантах до четырёх косичек) и глаза разного цвета. Серебристые или белые волосы, иногда светло-голубые и чёрные. В общих чертах костюмы представляли из себя бело-красные морские фуку и чулки. С момента появления более подробной информации об интерфейсе Windows Vista её внешний вид незначительно изменился. Впоследствии Vista-тан изображали в чёрном костюме служанки (что соответствует цветовой схеме по умолчанию), а также круглый логотип Windows, в виде зажима для волос, идентичный кнопке "Пуск". И соответственно, более окончательный цвет волос похож на обои Vista, в диапазоне от светло-голубого, до жёлтого, или зелёного. Кроме того, она носит длинное, прозрачное пальто (асимметрично ниспадающее на левую или правую сторону), имитирующее стеклянную прозрачность интерфейса Aero.

### Windows XP
XP-тан — темноволосая девушка с лентами в волосах и орнаментом «XP», который обычно вплетён в волосы с левой стороны. Так как Windows XP критиковалась за чрезмерный размер системы и красивый интерфейс, не особо являющийся полезным, XP-тан обычно изображена в слишком тесной одежде с огромной грудью. Кроме того, как отсылка на использование памяти в Windows XP, она часто изображена уплетающей некую еду или держащей с просьбой в глазах пустую пиалу для риса, с надписью «Память». Некоторые варианты включают представительницу Windows XP Home Edition, известную как «Homeko». Она носит зелёные волосы, собранные в короткий хвост с двумя большими заколками в форме XP, которые охватывают уши, а также менее распространённые изменения, представляющие Windows XP Media Center Edition. Одежда в двух основных вариантах основанных на линии загрузки в заставке запуска Windows.

### Windows 2000
Одна из самых ярких вариантов представительницы Windows 2000 Professional, как правило, изображается в виде интеллектуальной, профессиональной, строгого вида женщины с короткими голубыми волосами, в очках, с заколками для волос, напоминающими кошачьи ушки, маленькими белыми ленточками или фартуком в образе горничной, указывающими на логотип Windows. Её одежда напоминает купальник с цветами логотипа Windows, и синее пальто, намекая на расхожее мнение, что Windows 2000 является наиболее стабильной и надёжной операционной системой. Благодаря большей стабильности Windows 2000 по сравнению с Windows Me, 2K-тан часто описывается как защитница ME-тан. Оттенок синего, используемый в большинстве рисунков, - намек на цвет рабочего стола Windows 2000 по умолчанию.

### Windows ME
Дизайн Me-тан, олицетворения Windows Me, во многом соответствует японской концепции милой или привлекательной девушки. Её дизайн практически не изменился с оригинальным дизайном художника и изображается с длинными косичками зелёных волос и в костюме горничной. Значок на переднике напоминает значок ошибки Windows. Хотя она и показывает себя, как настоящий труженик, она всё же часто изображается как «спотыкающаяся» во всём, что она пытается сделать, часто внезапно может зависнуть, тем самым начать сильно раздражать сестёр. Кроме этого, когда она заторможена или неконтролируема, она начинает неестественно себя вести, демонстрируя отсутствие здравого смысла - например, подогревает соду в микроволновой печи или защищается, размахивая зелёным луком (здесь игра слов: во время выхода Windows Me в Японии выпускался брандмауэр под названием «NEGiES», произносится как «нэга» — по-японски «зелёный лук»).

### Windows 98и 98SE
Существует множество различных вариаций изображения Windows 98, однако в большинстве случаев — это пара молодых девушек. Представительница первого издания Windows 98 показана в белом и синем мундире, который включает в себя логотип Windows, с галстуком-бабочкой, тёмно-синими волосами и заколкой для волос в виде числа 98. ОС-тан Windows 98 Second Edition схожа по внешнему виду с первой, но носит зелёную школьную форму в стиле моряка, с изображёнными буквами «SE» в передней части одежды. Были также замечены две ранние версии, представляющие собой коробочки с палочками Pocky на концах, на которых карандашом были нарисованы лицо и номер версии. Это ссылка на Vulcan 300, персонажа аниме Konjiki no Gash Bell!!. Эти ранние представления до сих пор используются в качестве меха, пилотируемого девочками (98 и SE-тан), кукол, несущих самих девочек, а иногда - тайников для них.

### Windows 95
Поскольку Windows 95 считается самой старой из 32-разрядных систем семейства Windows, 95-тан как правило представлена как девушка, одетая традиционно для Японии Нового времени. Она, как правило, изображается в кимоно нежно-коричневых оттенков, в волосы вплетены ленты четырёх цветов логотипа ОС. Её наряд это традиционные в Японии кимоно, хакама и сандалии гэта на ногах — типичный женский студенческий костюм эпохи Мэйдзи, когда началась модернизация Японии — параллель с модернизацией Windows. Кроме того, текстура её кимоно основана на файле «hana256.bmp», который был использован в качестве шаблона для обоев рабочего стола в японской версии Windows. Она, как правило, изображается во время чаепития, сервировки блюд или занимающейся какой-нибудь домашней работой. Одна из обыгрываемых тем в историях — это новые технологии, с которыми она не знакома, распространившиеся после Windows 95, такие как USB-устройства (за исключением случая с OSR 2/2.5) и широкополосное подключение к Интернету. Она также иногда изображается с мечом катана в агрессивной позе, символизируя победу и начало доминирования Microsoft на рынке операционных систем.

### Windows 3.1
Windows 3.1 — это маленькая девочка с длинными серебристыми волосами, одетая в длинное, светло-фиолетового цвета платье, и с большим фиолетовым бантом на голове. Часто изображена с маленьким чёрным котёнком. Она выступает в качестве служанки DOS-тан. Это отсылка к тому, что Windows 3.1 не является полноценной операционной системой, а скорее просто графической оболочкой для MS-DOS.

### Mac OS X
Mac OS X девушка часто изображается как девушка-кошка, как традиция Apple именовать версии ОС именем «дикой кошки»: каждый релиз Mac OS X имеет кодовое имя типа «Ягуар», «Пантера», «Тигр», «Леопард», «Снежный барс», «Лев» и так далее. В иных случаях, она показана как олицетворение Mac OS 9, одетое в белый халат из платины и с беспроводным устройством, в AirPort стиле, в виде шляпы. Иногда она изображена словно во время проведения презентации какого-то продукта, по аналогии с презентациями Apple.

### Linux
Первоначально представлялся как бородатый пингвин (намекая на Такса — пингвина-талисмана Linux), впоследствии в более симпатичном образе девушки в шлеме и в ластах в качестве альтернативы. Её шлем (скорее всего, намёк на безопасность систем Linux) как правило, имеет рога, что, вероятно, намекает на программное обеспечение GNU, которое включает в себя стандартные системные программы, и присутствует почти во всех дистрибутивах Linux. «Зубья» зубчатого колеса на шлеме символизируют KDE (окружение рабочего стола, часто используемое в GNU/Linux). След ноги на рубашке — символ GNOME, ещё одного распространённого окружения рабочего стола. Она часто держит копьё, на которое прицеплены флаги, подразумевающее GRUB, LILO и GCC — основные инструменты для разработчиков на Linux.

### Американо-тан
Американизированные версии, названные XP-США, Me-США, 2K-США, были опубликованы в FanBook Ohzora как «АВАРИЯ ・ WINDOWS в США», созданное Saint Muscle. Цветную версию в 16 томах опубликовала Pink Company, также под названием «АВАРИЯ ・ WINDOWS в США».

## Второстепенные персонажи
Из-за сильных ассоциаций между операционными системами и их вспомогательными программами, такими как антивирусные клиенты и веб-браузеры, много второстепенных персонажей создаются на основе этих приложений. Явление персонификации чего-либо с помощью аниме-девушек называется моэ-антропоморфизм.
Среди популярных примеров:
- McAfee — Мисс McAfee
- Mozilla Firefox — Firefox-тан
- DOS — DOS-тан
- Opera — Opera-тан
- Google Chrome — Chromium-тан
- Internet Explorer — Explorer-тан (Инори Айдзава)

## Признание
Wired News выдвинуло OS-тан в качестве одного из «Lamest Technology Mascots Ever» с вердиктом «странно убедительно».